# ¡Hola!
¡Hola! è una rivista settimanale in lingua spagnola specializzata in gossip sulle celebrità, pubblicata in Spagna e largamente diffusa anche in America Latina con edizioni locali. Oltre alla Spagna, in totale è distribuita in 15 Paesi: Argentina, Brasile, Canada, Cile, Grecia, Indonesia, Messico, Perù, Filippine, Thailandia, Regno Unito, Stati Uniti d'America e Venezuela. Il nome significa "ciao!" ed è parente della rivista in lingua inglese Hello!.

## Storia
Venne fondata a Barcellona il 2 settembre 1944 da Antonio Sánchez Gómez, che si occupò della gestione fino alla propria morte, negli anni settanta. Assunse molti parenti e la rivista è principalmente a gestione familiare, con la moglie di Sánchez a firmare le notizie sulle nozze reali.
Nato inizialmente come rivista per la famiglia, Sánchez capì presto il potenziale di profitto nell'industria per le donne e iniziò a concentrarsi sulle attività della famiglia reale e sulle offerte di consigli per i lettori; è principalmente un giornale di gossip, sebbene la versione spagnola parli ancora molto dei reali, mentre quella inglese e latino-americana dà ampio risalto ai divi di Hollywood.
I lettori di ¡Hola! e riviste collegate sono più di un milione a settimana, molto lontano dalle 4.000 copie vendute nella prima settimana di produzione, nel 1944.